# Hans Schulz-Blochwitz
Johannes („Hans“) Schulz, ab 1939 Hans Schulz-Blochwitz, (* 24. März 1888 in Weesenstein; † 17. Juni 1967 in West-Berlin) war ein deutscher Kirchenrat, Domkapitular, Genealoge und Heraldiker.

## Leben
Hans Schulz stammte aus dem Osterzgebirge. Er wurde 1920 Stadtrechnungsrat und 1927 städtischer juristischer Direktor in Dresden. In der Zeit des Nationalsozialismus war er Vorsitzender des 1902 in Dresden gegründeten Vereins Roland, Verein zur Förderung der Stamm-, Wappen- und Siegelkunde. Beim Bombenangriff auf Dresden am 13. Februar 1945 wurde seine Wohnung mit seinem Privatarchiv zerstört. Im Sommer 1945 wurde er kurzzeitig in Dresden von der sowjetischen Besatzungsmacht verhaftet. Noch im gleichen Jahr erfolgte am 1. November seine Ernennung zum juristischen Oberkirchenrat beim Evangelisch-lutherischen Landeskirchenamt Sachsen und zum Domherr von Meißen. Zusätzlich wurde er 1948 auch Domherr von Wurzen. 1950 wechselte er ohne vorherige Ankündigung nach West-Berlin zum Landesversorgungsamt, wo er vier Jahre als Beamter wirkte. In West-Berlin wurde er zum Vorstandsmitglied des Vereins HEROLD, Verein für Heraldik, Genealogie und verwandte Wissenschaften zu Berlin gewählt. Zuletzt war er bis zu seiner Pensionierung am Fichte-Institut der Bayerischen Akademie der Wissenschaften tätig.
Neben seiner dienstlichen Tätigkeit, in der er sich äußerst intensiv mit Johann Gottlieb Fichte und der Gesamtausgabe von dessen Werken beschäftigte, wurde Schulz-Blochwitz vor allem bekannt durch seine Veröffentlichungen auf dem Gebiet der Genealogie und Heraldik. Ferner führte er eine Kartei der Domherren zu Meißen und Wurzen.

## Nachlass
Sein schriftlicher Nachlass im Umfang von 3 laufenden Metern befindet sich im Geheimen Staatsarchiv Preußischer Kulturbesitz Berlin.